# Lomaptera corpulenta
Lomaptera corpulenta är en skalbaggsart som beskrevs av Valck Lucassen 1961. Lomaptera corpulenta ingår i släktet Lomaptera och familjen Cetoniidae. Inga underarter finns listade i Catalogue of Life.